# خفاش برگ‌بینی کامرسون
خفاش برگ‌بینی کامرسون (نام علمی: Hipposideros commersoni) نام یک گونه از خانواده خفاش‌های برگ‌بینی بر قدیم است.